# Comitato sugli investimenti esteri negli Stati Uniti d'America
Il Comitato sugli investimenti esteri negli Stati Uniti (CFIUS, dall'inglese Committee on Foreign Investment in the United States) è un comitato inter-agenzia del Governo federale degli Stati Uniti d'America che si occupa di analizzare le implicazioni per la sicurezza nazionale degli investimenti stranieri negli Stati Uniti. È presieduto dal Segretario al tesoro e vi lavorano rappresentanti di 16 dipartimenti e agenzie statunitensi, tra cui i dipartimenti di Difesa, Stato, Commercio e Sicurezza interna. Il CFIUS è stato istituito dal presidente Gerald Ford nel 1975.

## Funzionamento
Le compagnie che sono oggetto di un'acquisizione da parte di un soggetto estero lo notificano volontariamente al CFIUS, ma il comitato può analizzare anche transazioni che non sono segnalate volontariamente.
Il primo punto su cui si concentra l'interesse del CFIUS è che la tecnologia o i fondi in possesso di un'impresa statunitense non vengano trasferiti ad un paese soggetto a sanzioni in seguito ad un'acquisizione.
Entro 30 giorni dall'inizio dell'analisi, il CFIUS decide se autorizzare la transazione o avviare un'indagine. Nel secondo caso, il comitato ha ulteriori 45 giorni per decidere se autorizzare o negare la transazione. Molte delle acquisizioni sottoposte all'analisi del CFIUS vengono autorizzate senza arrivare all'indagine. Nel 2012 circa il 40% dei 114 casi sottoposti al comitato hanno portato all'indagine.
Il CFIUS ha esaminato le “restrizioni alla vendita di computer avanzati a qualunque dei paesi stranieri elencati in una lunga lista che va dalla Cina all'Iran”. Il CFIUS esamina anche transazioni condotte da alleati degli Stati Uniti, come l'acquisizione di United Defense da parte di BAE Systems nel 2005. Questa e la maggior parte delle transazioni sottoposte al comitato sono approvate senza problemi, ma è accaduto che un'acquisizione fosse annullata dalla compagnia acquirente dopo che il CFIUS avesse annunciato ulteriori analisi.